# Internationale Gartenbauausstellung 2003
De Internationale Gartenschau 2003 (IGA 2003) vond in 2003 plaats in Rostock. Het was de 17e internationale tuinbouwtentoonstelling die door het Bureau International des Expositions erkend. Als locatie werd gekozen voor braakliggende terreinen aan het water rond de overgebleven woningen van het dorp Schmarl aan de Warnow. Dit bood de mogelijkheid om een tuinbouwtentoonstelling met een relatie tot het water te organiseren.

## Doelen

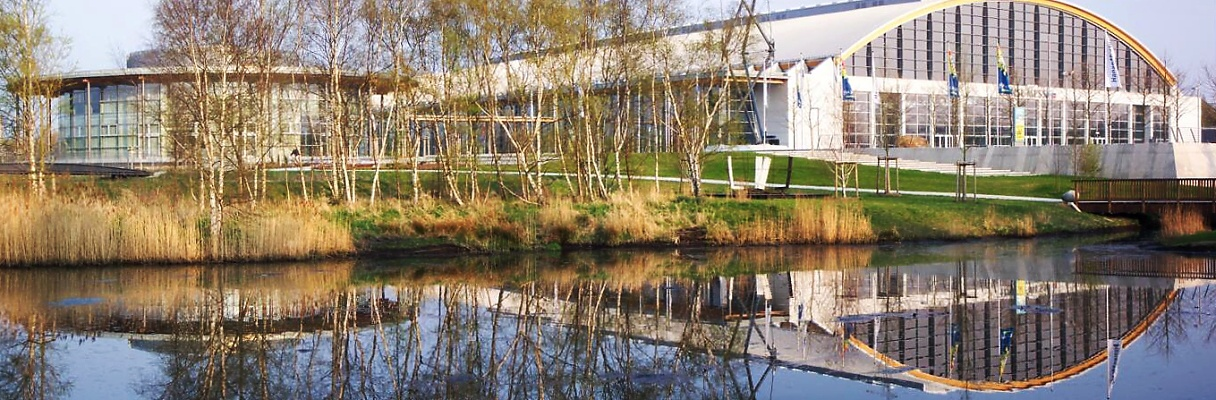
Handelbeurs en Rotunde

Naast de tuinbouwtentoonstelling zelf had het project ook tot doel de aanleg van toeritten van de gelijktijdig gebouwde Warnowtunnel, de bouw van een nieuwe Handelsbeurs met congrescentrum, de integratie van het historische scheepstype Frieden als scheepsbouwmuseum, het hergebruik als stadspark en de verbetering van de infrastructuur in Rostock.

## Deelnemende landen
Twee en dertig landen waren met een eigen tuin op de IGA 2003 vertegenwoordigd:
Bolivia, Bulgarije, China, Colombia, Duitsland, Finland, Frankrijk, Griekenland, Hongarije, India, Indonesië, Italië, Japan, Kenia, Kroatië, Letland, Luxemburg, Mauritanië, Nederland, Noord-Korea, Oostenrijk, Pakistan, Polen, Slowakije, Spanje, Tanzania, Tunesië, Verenigde Arabische Emiraten, Vietnam, Zuid-Afrika, Zuid-Korea, Zwitserland

## Financieel
De aanleg en inrichting van het terrein kostte 62 miljoen euro, de handelsbeurs 32 miljoen euro. De kosten werden gedragen door de stad Rostock, de deelstaat Mecklenburg-Voor-Pommeren en de Bondsregering. 2,63 miljoen bezoekers passeerden de poorten. De IGA 2003 voldeed aan de verwachtingen als publiekstrekker voor vakantiegangers en dagjesmensen. Meer dan de helft van de bezoekers kwam van buiten Meckelenburg-Vorpommern en een derde overnachtte in Rostock. Op deze manier vloeide meer dan 50 miljoen euro aan extra omzet in de regio. Ondanks deze resultaten sloot de tentoonstelling met een tekort van 20 miljoen euro veroorzaakt door een gebrekkig toezicht door de verantwoordelijke autoriteiten.

## Evenementen

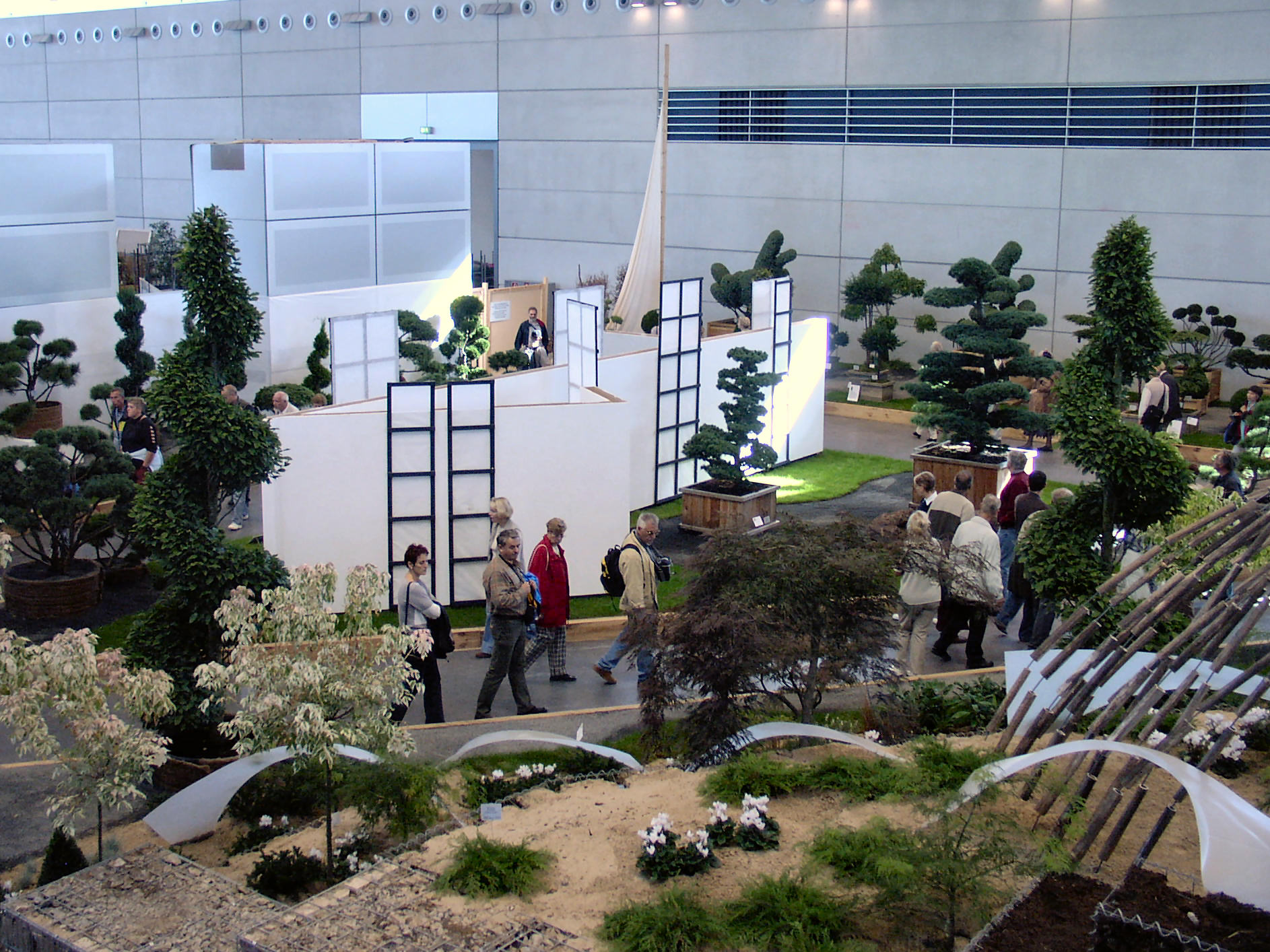
Blik in de handelsbeurs

Tijdens de IGA 2003 vonden 275 bijeenkomsten en congressen plaats met in totaal 17.000 deelnemers. 32 landen waren met, deels zeer uitgebreide, nationale tuinen vertegenwoordigd en er werden 20 zogenaamde Nationentage gehouden waarbij een van de landen onder de aandacht gebracht werd. Bij de bezoekers vielen met name de nationale tuinen, de drijvende tuin, de kabelbaan en de 25 wisseltentoonstellingen in de nieuwe handelsbeurs in de smaak.
Op de verschillende tonelen in het park werden veel goed bezochte voorstellingen gehouden. In totaal vonden 1361 uitvoeringen op 171 dagen plaats, het Rostocker volkstheater met 50 uitvoeringen en de NDR met de openluchtvoorstellingen verzorgden het leeuwendeel hiervan.

## Wilgenkerk

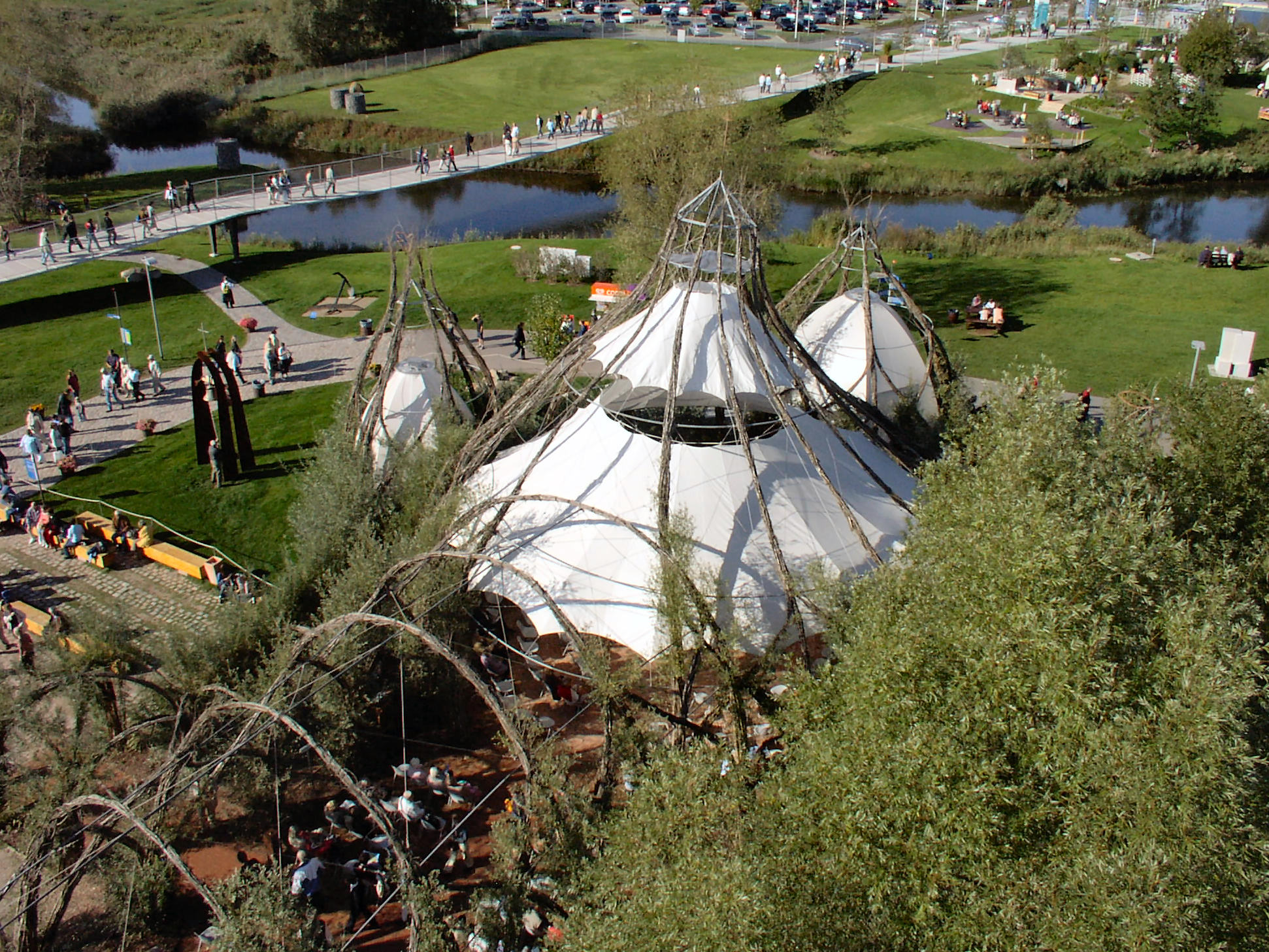
Wilgenkerk

Een novum was de z.g. Wilgenkerk (Duits: Weidendom) die al in de aanloop naar de IGA 2003 was opgetrokken. Het was het grootste levende gebouw ter wereld. De koepel was 15 meter hoog en de kerk was in totaal 52 meter lang. Het gebouw werd ontworpen door architect Marcel Kalberer, die ook de bouwleiding op zich nam. In 2001 startten 650 vrijwilligers uit 13 landen met de bouw. 50 vrijwilligers woonden in een kamp om de wilgentakken te knippen, te bundelen en op te zetten alsmede de zelfdragende constructie te bouwen. Tijdens de IGA bezochten gemiddeld 300 bezoekers de diensten op zondag, er vonden 250 bijeenkomsten plaats, waaronder drie huwelijken en zes doopceremonies.

## Hergebruik

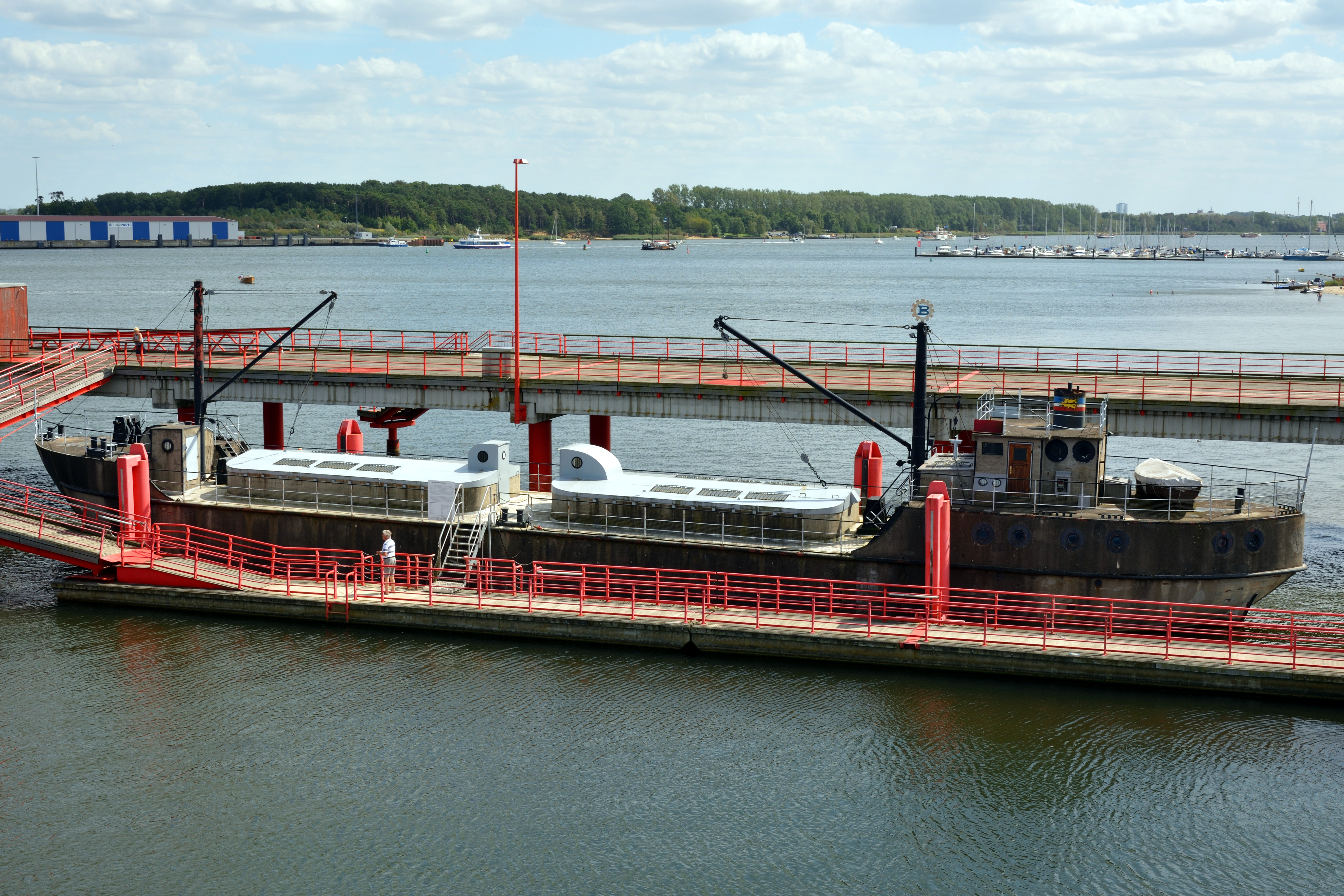
Betonschip Capella aan de oever van de Warnow

Alle groenvoorzieningen en een deel van de nationale tuinen bleven ook na de tentoonstelling bestaan en kunnen door iedereen worden bezocht. De toegang tot het omheinde terrein wordt echter bemoeilijkt door de ligging buiten de stad en de heffing van entree. Op het toneel in het park en in de Wilgenkerk worden nog steeds voorstellingen en bijeenkomsten gehouden. De handelsbeurs was in 2009 nog steeds niet rendabel zodat de stad ieder jaar moet bijpassen.